# 橙腹鏢鱸
橙腹鏢鱸為輻鰭魚綱鱸形目鱸亞目河鱸科的其中一種，分布於美國阿肯色州西南部及奧克拉荷馬州東南部的Ouachita河及紅河等流域，體長可達8.5公分，棲息在礫石底質的溪流、水塘。